# Newbold Astbury
Newbold Astbury är en civil parish i Storbritannien.   Den ligger i kommunen Cheshire East i riksdelen England, i den södra delen av landet, 230 km nordväst om huvudstaden London.